# Charles-Guillaume d'Anhalt-Zerbst
Charles-Guillaume d'Anhalt-Zerbst est un prince allemand de la maison d'Ascanie né le 16 octobre 1652 à Zerbst et mort le 8 novembre 1718 à Zerbst. Il est prince d'Anhalt-Zerbst de 1667 à sa mort.
Il est le troisième fils (mais le seul survivant) de Jean VI d'Anhalt-Zerbst et de Sophie-Augusta de Holstein-Gottorp, fille de Frédéric III de Holstein-Gottorp, duc de Holstein-Gottorp. Ses deux frères aînés meurent avant sa naissance.

## Union et postérité
Charles-Guillaume se marie le 18 juin 1676 à Halle avec Sophie (23 juin 1654 – 31 mars 1724), fille d'Auguste de Saxe-Weissenfels. Ils ont trois enfants :
- Jean-Auguste (29 juillet 1677 – 7 novembre 1742) ;
- Charles Frédéric (2 juillet 1678 – 1er septembre 1693) ;
- Madeleine-Augusta (23 octobre 1679 – 11 octobre 1740), épouse le 17 juin 1696 Frédéric II de Saxe-Gotha-Altenbourg.